# Tajemnica Enigmy
Tajemnica Enigmy – polski serial historyczny w reżyserii Romana Wionczka. Serial jest rozbudowaną wersją kinowego filmu pt. Sekret Enigmy.
Serial był kręcony w Lublinie (Majdanek), Kłodzku, Sokołowie Podlaskim (stacja kolejowa), Warszawie (stacja kolejowa Warszawa Główna) i Szklarskiej Porębie.

## Fabuła
Serial Tajemnica Enigmy to opowieść o dramatycznych losach polskich inżynierów, którzy byli deszyfrantami niemieckiej maszyny szyfrującej Enigma. 

## Spis odcinków
1. Marsz w historię
2. Zaproszenie do Warszawy
3. Próba dywersji
4. Ocalić myśl
5. Żółte kartki
6. Wyłączeni z gry
7. W sidłach Abwehry
8. Smak zwycięstwa

## Obsada
postać - aktor
- Marian Rejewski – Tadeusz Borowski
- Jerzy Różycki – Piotr Fronczewski
- Henryk Zygalski – Piotr Garlicki
- Mjr Gwido Langer – Janusz Zakrzeński
- Mjr Maksymilian Ciężki – Zygmunt Kęstowicz
- Inż. Antoni Palluth – Tadeusz Pluciński
- Płk Stewart Menzies – Stanisław Zaczyk
- Ppłk Artur Szlich – Emil Karewicz
- Płk Rudolf – Jan Machulski
- Płk Bertrand – Andrzej Szczepkowski
- Płk Zakrzeński – Stanisław Mikulski
- Adm. Wilhelm Canaris – Tadeusz Szaniecki

W pozostałych rolach
- Henryk Bista − Brochwitz
- Hanna Orsztynowicz − piosenkarka w lokalu
- Jerzy Moes − oficer Abwehry w Paryżu
- Janusz Paluszkiewicz − zawiadowca stacji w Brześciu nad Bugiem
- Andrzej Prus − oficer wywiadu zatrzymujący Brochwitza
- Jack Recknitz − Dillwyn Knox, kryptolog brytyjski
- Robert Rogalski − dyrektor Guzicki
- Lech Sołuba − adiutant generała Gamelina
- Jacek Strzemżalski − pracownik zespołu kryptologów
- Andrzej Szalawski − hrabia Fernand de Brugnon
- Stanisław Zatłoka − lotnik
- Zygmunt Wiaderny
- Zdzisław Szymborski